# Thijs Al
Thijs Al, né le 16 juin 1980 à Zaandam, est un coureur cycliste néerlandais. Spécialiste du cross-country et du cyclo-cross, il a été champion des Pays-Bas de cross-country en 2008 et 2009 et a participé aux Jeux olympiques de 2004.
Non conservé par la formation Telenet-Fidea fin février 2014, il annonce qu'il met un terme à sa carrière professionnelle mais reste officiellement dans l'effectif jusqu'à fin décembre 2014. Son moment de gloire restera sa victoire sur la manche de Coupe du monde en 2008 à Heusden-Zolder. Il occupe désormais un poste de vendeur chez AGU.

## Palmarès sur route
- 2001
  - 2e du championnat des Pays-Bas sur route espoirs
- 2004
  - OZ Wielerweekend
- 2009
  - Tour du Limbourg
  - 3e du Kernen Omloop Echt-Susteren

## Palmarès en cyclo-cross

### Victoires
- 2008-2009
  - Coupe du monde #7-Grand Prix Eric De Vlaeminck, Heusden-Zolder
  - Nat. Openingsveldrit Harderwijk om de GP Shimano, Harderwijk
  - Scheldecross, Anvers
  - Internationale Cyclo Cross Heerlen, Heerlen
- 2011-2012
  - National Trophy Series #1 - South Shields, South Shields
- 2013-2014
  - China International Cyclo-cross Event, Pékin
- 2014-2015
  - QianSen Trophy Cyclocross, Yanqing Station

### Classements
| Épreuve / Édition        | 2005/2006 | 2006/2007 | 2007/2008 | 2008/2009 | 2009/2010 | 2010/2011 | 2011/2012 | 2012/2013 |
| Championnat du monde     | 20e       | 10e       | 44e       | 12e       |           |           |           |           |
| Coupe du monde           |           |           |           | 9e        | 20e       |           | 25e       | 24e       |
| Superprestige            |           | 9e        | 8e        | 5e        |           |           | 24e       |           |
| Championnat des Pays-Bas |           |           | 2e        | 2e        | 3e        |           | 5e        | 5e        |

## Palmarès en VTT
- 2000
  -  Médaillé d'argent du championnat d'Europe de cross-country espoirs
- 2001
  -  Médaillé de bronze du championnat d'Europe de cross-country espoirs
- 2008
  -  Champion des Pays-Bas de cross-country
- 2009
  -  Champion des Pays-Bas de cross-country